# 白音淖海子
白音淖海子也作白音淖尔，位于中华人民共和国内蒙古自治区乌兰察布市察哈尔右翼后旗县城白音察干镇城区西北，是一个内流盐湖。湖泊近似一个三角形，长2.6千米，平均宽1.3千米，最大宽1.9千米，面积3.4平方千米，水面高程1403米。
2019年察哈尔右翼后旗人民政府公布的河湖管理范围划定成果的公告，白音淖尔管理范围边界线全长为17.763千米，管理范围面积为6.16平方千米。